# Grúzia a 2012. évi nyári olimpiai játékokon
Grúzia a nagy-britanniai Londonban megrendezett 2012. évi nyári olimpiai játékok egyik részt vevő nemzete volt. Az országot az olimpián 11 sportágban 34 sportoló képviselte, akik összesen 6 érmet szereztek.

## Érmesek
| Érem  | Versenyző                | Sportág   | Versenyszám              |
| ----- | ------------------------ | --------- | ------------------------ |
| Arany | Lasha Shavdatuashvili    | Cselgáncs | Férfi harmatsúly         |
| Ezüst | Revaz Lashkhi            | Birkózás  | Férfi kötöttfogás, 60 kg |
| Ezüst | Vladimer Khinchegashvili | Birkózás  | Férfi szabadfogás, 55 kg |
| Bronz | Manuchar Tskhadaia       | Birkózás  | Férfi kötöttfogás, 66 kg |
| Bronz | Dato Marsagishvili       | Birkózás  | Férfi szabadfogás, 84 kg |
| Bronz | Giorgi Gogselidze        | Birkózás  | Férfi szabadfogás, 96 kg |

## Atlétika
Férfi
| Versenyző        | Versenyszám     | Előfutam | Előfutam | Előfutam | Elődöntő | Elődöntő | Elődöntő | Döntő   | Döntő    |
| Versenyző        | Versenyszám     | Idő      | Hely.    | Össz.    | Idő      | Hely.    | Össz.    | Idő     | Helyezés |
| ---------------- | --------------- | -------- | -------- | -------- | -------- | -------- | -------- | ------- | -------- |
| David Ilariani   | 110 m gát       | 13,90    | 8.       | 39.      | kiesett  | kiesett  | kiesett  | kiesett | kiesett  |
| Maciej Rosiewicz | 50 km gyaloglás |          |          |          |          |          |          | 4:05:20 | 44.      |

| Versenyző             | Versenyszám | Selejtező | Selejtező | Döntő    | Döntő    |
| Versenyző             | Versenyszám | Eredmény  | Helyezés  | Eredmény | Helyezés |
| --------------------- | ----------- | --------- | --------- | -------- | -------- |
| Boleslav Skhirt'ladze | Távolugrás  | 726 cm    | 35.       | kiesett  | kiesett  |

Női
| Versenyző        | Versenyszám | Selejtező             | Selejtező             | Döntő    | Döntő    |
| Versenyző        | Versenyszám | Eredmény              | Helyezés              | Eredmény | Helyezés |
| ---------------- | ----------- | --------------------- | --------------------- | -------- | -------- |
| Maik'o Gogoladze | Távolugrás  | érvényes ugrás nélkül | érvényes ugrás nélkül | kiesett  | kiesett  |

## Birkózás

### Férfi
Kötöttfogású
| Versenyző           | Versenyszám | Selejtező                      | Nyolcaddöntő                          | Negyeddöntő                          | Elődöntő                           | Vigaszág első kör | Vigaszág elődöntő                            | Bronz- mérkőzés                          | Döntő                         | Helyezés |
| Versenyző           | Versenyszám | Ellenfél Eredmény              | Ellenfél Eredmény                     | Ellenfél Eredmény                    | Ellenfél Eredmény                  | Ellenfél Eredmény | Ellenfél Eredmény                            | Ellenfél Eredmény                        | Ellenfél Eredmény             | Helyezés |
| ------------------- | ----------- | ------------------------------ | ------------------------------------- | ------------------------------------ | ---------------------------------- | ----------------- | -------------------------------------------- | ---------------------------------------- | ----------------------------- | -------- |
| Revaz Lashkhi       | 60 kg       | erőnyerő                       | Sayed Abdelmoneim (EGY) · 2–0, 6–0    | Zaur Kuramagomedov (RUS) · 2–0, 1–0  | Həsən Əliyev (AZE) · 0–1, 3–0, 1–0 |                   |                                              |                                          | Omid Norouzi (IRI) · 0–1, 0–1 |          |
| Manuchar Tskhadaia  | 66 kg       | erőnyerő                       | Pascal Strebel (SUI) · 0–2, 1–5       | Ashraf El-Gharably (EGY) · 5–0, 1–0  | Lőrincz Tamás (HUN) · 0–3, 0–4     |                   |                                              | Frank Stäbler (GER) · 1–0, 2–1           |                               |          |
| Zurabi Datunashvili | 74 kg       | Kim Dzsinhjok (KOR) · 5–0, 1–0 | Ben Provisor (USA) · 1–0, 6–0         | Emin Əhmədov (AZE) · 2–0, 0–3, 0–4   | kiesett                            |                   |                                              |                                          |                               | 7.       |
| Vladimer Gegeshidze | 84 kg       | erőnyerő                       | Saman Tahmasebi (AZE) · 2–0, 0–3, 1–0 | Vaszil Racsiba (UKR) · 2–1, 0–3, 1–0 | Alan Hugajev (RUS) · 1–3, 0–3      |                   |                                              | Danyijal Gadzsijev (KAZ) · 1–0, 0–1, 0–2 |                               | 5.       |
| Soso Jabidze        | 96 kg       | erőnyerő                       | Elis Guri (BUL) · 0–2, 1–0, 0–1       | kiesett                              | kiesett                            |                   |                                              |                                          |                               | 13.      |
| Guram Pherselidze   | 120 kg      | erőnyerő                       | Andrés Ayub (CHI) · 2–0, 2–0          | Mijaín López (CUB) · 0–1, 0–3        |                                    |                   | Abdelrahman El-Trabely (EGY) · 3–3, 4–0, 3–0 | Rıza Kayaalp (TUR) · 0–1, 0–1            |                               | 5.       |

Szabadfogású
| Versenyző                | Versenyszám | Selejtező                             | Nyolcaddöntő                                  | Negyeddöntő                                | Elődöntő                             | Vigaszág első kör | Vigaszág elődöntő                             | Bronz- mérkőzés                       | Döntő                                  | Helyezés |
| Versenyző                | Versenyszám | Ellenfél Eredmény                     | Ellenfél Eredmény                             | Ellenfél Eredmény                          | Ellenfél Eredmény                    | Ellenfél Eredmény | Ellenfél Eredmény                             | Ellenfél Eredmény                     | Ellenfél Eredmény                      | Helyezés |
| ------------------------ | ----------- | ------------------------------------- | --------------------------------------------- | ------------------------------------------ | ------------------------------------ | ----------------- | --------------------------------------------- | ------------------------------------- | -------------------------------------- | -------- |
| Vladimer Khinchegashvili | 55 kg       | Ibrahim Farag (EGY) · 1–1, 5–2, 2–0   | Radoszlav Velikov (BUL) · 1–3, 1–1, 4–0       | Amit Kumár (IND) · 4–0, 3–1                | Jumoto Sinicsi (JPN) · 1–0, 0–4, 2–0 |                   |                                               |                                       | Dzsamal Otarszultanov (RUS) · 0–1, 3–4 |          |
| Malkhaz Zarkua           | 60 kg       | erőnyerő                              | Vaszil Fedorisin (UKR) · 2–0, 3–0             | Coleman Scott (USA) · 0–1, 0–7 (kétvállas) | kiesett                              |                   |                                               |                                       |                                        | 9.       |
| Otar Tushishvili         | 66 kg       | erőnyerő                              | Ikhtiyor Navruzov (UZB) · 1–3, 1–2            | kiesett                                    | kiesett                              |                   |                                               |                                       |                                        | 12.      |
| Davit Khutsishvili       | 74 kg       | Pürevdzsavin Önörbat (MGL) · 1–0, 2–1 | Augusto Midana (GBS) · 1–0, 0–1, 3–0          | Gyenyisz Cargus (RUS) · 0–4, 0–1           | kiesett                              |                   |                                               |                                       |                                        | 7.       |
| Dato Marsagishvili       | 84 kg       | erőnyerő                              | Orgodolín Üjtümen (MGL) · 9–1, 7–4            | Jaime Espinal (PUR) · 4–6, 1–7             | kiesett                              |                   | Andrew Dick (NGR) · mérkőzés nélkül (sérülés) | Szaszlan Gatcijev (BLR) · 3–0, 3–1    |                                        |          |
| Giorgi Gogshelidze       | 96 kg       | erőnyerő                              | Saleh Emara (EGY) · mérkőzés nélkül (sérülés) | Nicolae Ceban (MDA) · 1–0, 1–0             | Jake Varner (USA) · 2–0, 0–1, 0–1    |                   |                                               | Kurban Kurbanov (UZB) · 0–1, 4–0, 2–0 |                                        |          |
| Davit Modzmanashvili     | 120 kg      | erőnyerő                              | Jesse Ruíz (MEX) · 4–0, 7–0                   | Daulet Sabanbaj (KAZ) · 4–0, 1–0           | Biljal Mahov (RUS) · 1–0, 1–1        |                   |                                               |                                       | Artur Taymazov (UZB) · 0–1, 0–1        |          |

A 120 kg-ban ezüstérmes  Davit Modzmanashvilit turinabol használata miatt 2019-ben megfosztották érmétől.

## Cselgáncs
Férfi
| Versenyző               | Versenyszám  | Selejtező                           | 32-es főtábla                              | Nyolcaddöntő                                | Negyeddöntő                       | Elődöntő                              | Vigaszág elődöntő | Bronz- mérkőzés   | Döntő                                | Helyezés |
| Versenyző               | Versenyszám  | Ellenfél Eredmény                   | Ellenfél Eredmény                          | Ellenfél Eredmény                           | Ellenfél Eredmény                 | Ellenfél Eredmény                     | Ellenfél Eredmény | Ellenfél Eredmény | Ellenfél Eredmény                    | Helyezés |
| ----------------------- | ------------ | ----------------------------------- | ------------------------------------------ | ------------------------------------------- | --------------------------------- | ------------------------------------- | ----------------- | ----------------- | ------------------------------------ | -------- |
| Betkili Shukvani        | Légsúly      | Arnie Dickens (AUS) · 103(0)–000(0) | Sofiane Milous (FRA) · 001(1)–100(0)       | kiesett                                     | kiesett                           | kiesett                               |                   |                   |                                      | 17.      |
| Lasha Shavdatuashvili   | Harmatsúly   | erőnyerő                            | Alejandro Zuñiga (CHI) · 101(0)–000(2)     | David Larose (FRA) · 100(0)–000(1)          | Colin Oates (GBR) · 100(0)–000(0) | Ebinuma Maszasi (JPN) · 100(0)–000(0) |                   |                   | Ungvári Miklós (HUN) · 001(0)–000(1) |          |
| Nugzar T'at'alashvili   | Könnyűsúly   | Vang Gicshun (KOR) · 000(0)–001(0)  | kiesett                                    | kiesett                                     | kiesett                           | kiesett                               |                   |                   |                                      | 33.      |
| Avtandil Ch'rik'ishvili | Váltósúly    | erőnyerő                            | Tomislav Marijanović (CRO) · 010(0)–000(1) | Travis Stevens (USA) · 000(1)–100(1)        | kiesett                           | kiesett                               |                   |                   |                                      | 9.       |
| Varlam Lip'art'eliani   | Középsúly    |                                     | Dieudonne Dolassem (CMR) · 000(3)–010(1)   | Mark Anthony (judoka) (AUS) · 002(0)–010(1) | kiesett                           | kiesett                               |                   |                   |                                      | 9.       |
| Levan Zhorzholiani      | Félnehézsúly |                                     | Daniel Brata (ROU) · 010(2)–001(3)         | Elmar Qasımov (AZE) · 001(1)–000(2)         | kiesett                           | kiesett                               |                   |                   |                                      | 9.       |
| Adam Okruashvili        | Nehézsúly    |                                     | Andreas Tölzer (GER) · 000(3)–020(1)       | kiesett                                     | kiesett                           | kiesett                               |                   |                   |                                      | 17.      |

## Íjászat
Női
| Versenyző         | Versenyszám | Selejtező | Selejtező | 64-es főtábla                        | 32-es főtábla                 | Nyolcaddöntő      | Negyeddöntő       | Elődöntő          | Döntő             | Helyezés |
| Versenyző         | Versenyszám | Pont      | Kiemelt   | Ellenfél Eredmény                    | Ellenfél Eredmény             | Ellenfél Eredmény | Ellenfél Eredmény | Ellenfél Eredmény | Ellenfél Eredmény | Helyezés |
| ----------------- | ----------- | --------- | --------- | ------------------------------------ | ----------------------------- | ----------------- | ----------------- | ----------------- | ----------------- | -------- |
| Krisztine Eszebua | Egyéni      | 642       | 34.       | Denisse van Lamoen (CHI) (31.) · 6–0 | I Szongdzsin (KOR) (2.) · 2–6 | kiesett           | kiesett           | kiesett           | kiesett           | 17.      |

## Kerékpározás

### Országúti kerékpározás
Férfi
| Versenyző        | Versenyszám   | Idő           | Helyezés      |
| ---------------- | ------------- | ------------- | ------------- |
| Giorgi Nadiradze | Mezőnyverseny | nem ért célba | nem ért célba |

## Sportlövészet
Női
| Versenyző       | Versenyszám   | Selejtező | Selejtező | Döntő   | Döntő    |
| Versenyző       | Versenyszám   | Pont      | Helyezés  | Pont    | Helyezés |
| --------------- | ------------- | --------- | --------- | ------- | -------- |
| Nino Salukvadze | Légpisztoly   | 376       | 33.       | kiesett | kiesett  |
| Nino Salukvadze | Sportpisztoly | 581       | 15.       | kiesett | kiesett  |

## Súlyemelés
Férfi
| Versenyző          | Versenyszám | Szakítás | Szakítás | Lökés                    | Lökés                    | Összesen | Helyezés |
| Versenyző          | Versenyszám | Eredmény | Helyezés | Eredmény                 | Helyezés                 | Összesen | Helyezés |
| ------------------ | ----------- | -------- | -------- | ------------------------ | ------------------------ | -------- | -------- |
| Raul Tsirek'idze   | 85 kg       | 162      | 10.      | 200                      | 2.                       | 362      | 9.       |
| Gia Mach'avariani  | 105 kg      | 185      | 2.       | érvényes kísérlet nélkül | érvényes kísérlet nélkül | kiesett  | kiesett  |
| Irak'li Turmanidze | +105 kg     | 201      | 4.       | 232                      | 5.                       | 433      |          |

- +105 kg-ban az ötödik Irak'li Turmanidzét 2024-ben kizárták,

## Tenisz
Női
| Versenyző                           | Versenyszám | 64-es főtábla                   | 32-es főtábla                                                         | Nyolcaddöntő      | Negyeddöntő       | Elődöntő          | Bronz- mérkőzés   | Döntő             | Helyezés |
| Versenyző                           | Versenyszám | Ellenfél Eredmény               | Ellenfél Eredmény                                                     | Ellenfél Eredmény | Ellenfél Eredmény | Ellenfél Eredmény | Ellenfél Eredmény | Ellenfél Eredmény | Helyezés |
| ----------------------------------- | ----------- | ------------------------------- | --------------------------------------------------------------------- | ----------------- | ----------------- | ----------------- | ----------------- | ----------------- | -------- |
| Ana Tatisvili                       | Egyes       | Stephanie Vogt (LIE) · 6–2, 6–0 | Nagyezsda Petrova (RUS) · 3–6, 7–6, 2–6                               | kiesett           | kiesett           | kiesett           | kiesett           | kiesett           | 17.      |
| Margalita Csahnasvili Ana Tatisvili | Páros       |                                 | Szlovénia (SLO) · Andreja Klepač · Katarina Srebotnik · 6–7, 6–3, 2–6 | kiesett           | kiesett           | kiesett           | kiesett           | kiesett           | 17.      |

## Torna

### Trambulin
| Versenyző     | Versenyszám | Selejtező | Selejtező | Döntő    | Döntő    |
| Versenyző     | Versenyszám | Pontszám  | Helyezés  | Pontszám | Helyezés |
| ------------- | ----------- | --------- | --------- | -------- | -------- |
| Luba Golovina | Női         | 101,740   | 6.        | 52,925   | 7.       |

## Úszás
Férfi
| Versenyző         | Versenyszám | Előfutam | Előfutam | Előfutam | Elődöntő | Elődöntő | Elődöntő | Döntő   | Döntő    |
| Versenyző         | Versenyszám | Idő      | Hely.    | Össz.    | Idő      | Hely.    | Össz.    | Idő     | Helyezés |
| ----------------- | ----------- | -------- | -------- | -------- | -------- | -------- | -------- | ------- | -------- |
| Irak'li Bolkvadze | 200 m mell  | 2:15,86  | 1.       | 28.      | kiesett  | kiesett  | kiesett  | kiesett | kiesett  |